# Edward Boland
Edward Patrick Boland (1 de octubre de 1911-4 de noviembre de 2001) fue un político estadounidense, representante por el partido demócrata del 2 distrito congresional de Massachusetts.

## Infancia y educación
El padre de Boland era un inmigrante irlandés que trabajaba en el ferrocarril. Boland nació en Springfield y se graduó de la Springfield Central High School en 1928. Asistió al Bay Path Institute y a la Facultad de Derecho de Boston College.
Sirvió en el Ejército de los Estados Unidos durante la Segunda Guerra Mundial.

## Carrera política

El presidente Ronald Reagan asiste a un almuerzo del Día de San Patricio organizado por el presidente de la Cámara de Representantes, Tip O'Neill, el líder de la minoría de la Cámara de Representantes, Robert H. Michel, y Boland

Fue miembro de la Cámara de Representantes de Massachusetts de 1939 a 1940 y fue registrador de escrituras del condado de Hampden de 1941 a 1952.
Boland fue elegido para la Cámara de Representantes de los Estados Unidos por el  partido demócrata en 1952. Estaba en el cargo durante el cierre de la Armería de Springfield en 1968, y fue duramente criticado por su incapacidad para evitar su cierre. Este fracaso dio lugar a un desafío a Boland en 1968 por parte del alcalde de Springfield, Charles V. Ryan. Boland fue reelegido cómodamente con ayuda significativa de la familia del senador estadounidense Ted Kennedy. El trabajo más arduo de Boland como congresista fue la Enmienda Boland de 1982, que bloqueó cierta financiación de los Contras en Nicaragua después de que la Agencia Central de Inteligencia había supervisado actos de sabotaje sin notificar al Congreso.  Boland vivió en un apartamento de Washington con su colega congresista de Massachusetts Tip O'Neill (cuya esposa permaneció en Massachusetts) hasta 1977.
Boland anunció en abril de 1988 que no se presentaría a un 19º mandato ese mismo año; nunca perdió una elección en 50 años como funcionario electo. Anteriormente, había avisado al alcalde de Springfield, Richard Neal, sobre su inminente jubilación, lo que le permitió a Neal obtener una importante ventaja en la recaudación de fondos. Neal no tendría oponentes para la nominación demócrata (la verdadera contienda en este distrito predominantemente demócrata) y ha ocupado este escaño, ahora numerado como el primer distrito, desde entonces.